# سیریل عبیدی
سیریل عبیدی (انگلیسی: Cyril Abidi؛ زادهٔ ۲۵ فوریهٔ ۱۹۷۶) ورزشکار هنرهای رزمی ترکیبی اهل فرانسه است. وی بین سال‌های ۱۹۹۸ تا ۲۰۰۷ میلادی فعالیت می‌کرد.